# Löberöds slott
Löberöds slott är ett slott i Hammarlunda socken i Eslövs kommun i Sverige.
Löberöds slott ligger ett par kilometer väster om Löberöds samhälle.
Slottet är i två våningar med korta flyglar och åttkantigt trapptorn.
Arbetet på det nuvarande slottet påbörjades 1798 av byggherren Hans Ramel. Slottet ligger högst uppe på en slättrygg, 135 meter över havet.

## Historia
Slottet uppfördes 1798–1799 av friherre Hans Ramel, som även lät gräva den lilla sjön invid gården. Löberöds tidiga historia är ganska okänd. 1635 kom det dåvarande Löberöd genom arv till släkten Ramel och tillhörde den i mer än 150 år. Under senare delen av skånska kriget (1675-79) var en svensk garnison förlagd på slottet. Efter Hans Ramels död (1799) sålde hans dotter, grevinnan Amalia Sparre, godset till sin dotter Kristina Sparre och hennes man greve Jacob De la Gardie, vars namn är nära knutet till Löberöd. Han hade ett stort intresse för konst och litteratur. På Löberöds slott samlade han ett bibliotek, som vid hans död omfattade omkring 18 000 böcker, tavlor och porträtt samt dyrbara teckningar och en stor samling handskrifter, som delvis utgivits. Arvingarna överlämnade arkivet till Lunds universitet. Medeltidsdokumenten har lämnats till Riksarkivet, en del av boksamlingen kom till Charlottenlunds slott. Av konstsamlingarna flyttades en stor del till Maltesholms slott och en mindre till Övedskloster. 
Godset styckades efter De la Gardies död i tre delar. Huvudparten tillföll brorsonen greve Axel Axelsson de la Gardie. 1863 såldes Löberöd till friherre Otto Ramel på Övedskloster. Slottet lämnade släkten Ramel 1917 då det såldes till redaren och vinhandlaren Oscar Hjalmar Wiens i Malmö. Sonen, kanslirådet Harald Wiens, övertog sedan slottet. Godset såldes sedan till Cullborg för att 1985 säljas vidare till Per Mattsson vars son Pontus Mattsson senare övertog det. 1997 köpte Knut Ramel godset vilket därmed åter är i släkten Ramels ägo.

## Löberöds slottskyrka

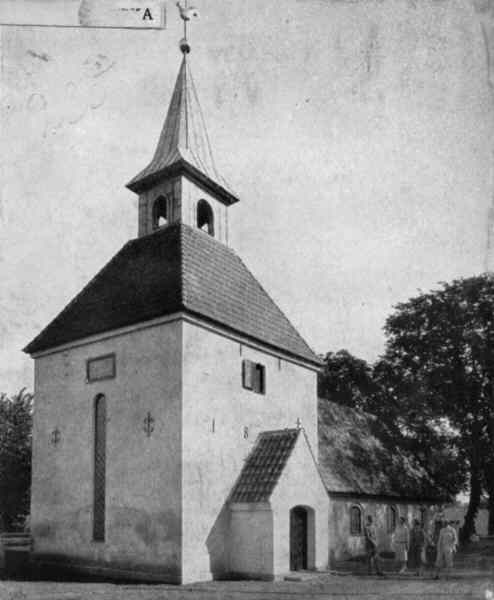
Slottskyrkan

På ägare Wiens initiativ och bekostnad byggdes på 1920-talet ett hus, som sedan 1862 inrymt gårdssmedjan, om till slottskyrka. Stockholmsarkitekten Isidor Hörlin ledde ombyggnaden samt ritade den 1500-talsinspirerade inredningen. Kyrkomålningarna utfördes av konstnär Axel Hörlin. Kyrkklockan göts i Ystad 1927. 18 september 1927 invigdes slottskyrkan som då tillhörde Hammarlunda församling. I början av 1960-talet såldes inventarierna på auktion. Kyrkklockan lär, för en symbolisk summa, ha köpts av Långbäckens kapell i Fredrika församling i södra Lappland. Byggnaden användes sedan under en tid som sädesmagasin. Idag används byggnaden till konserter, konstutställningar med mera. På väggen i vapenhuset står Glöm ej Gud, så glömmer han ej Dig.